# Braminizm
Braminizm, brahmanizm – etap rozwoju religii indyjskiej między wedyzmem a właściwym hinduizmem. Obejmuje rozpowszechnione między X–VI w. p.n.e. formy życia religijnego, opierające się na Wedach (głównie Jadźurwedzie i Atharwawedzie), brahmanach, upaniszadach i przenikających do już późnego wedyzmu wierzeniach ludowych. Nazwa pochodzi od warstwy społecznej braminów (kapłanów), którzy odgrywali w ówczesnym społeczeństwie dominującą rolę. Termin wprowadzony w XIX wieku do religioznawstwa przez uczonych europejskich 
Braminizm kontynuuje częściowo tradycje wedyjskie, wprowadza jednak też nowe elementy. Obok ważnych bóstw wymienianych już przez Rygwedę, pojawiają się nowe bóstwa, na pierwszy plan wybijają się bóstwa dotychczas marginalne, np. Rudra-Śiwa, Pradźapati – demiurg i pierwszy ofiarnik.
Ofiara (jadźńa) nabiera jeszcze głębszego znaczenia filozoficznego, zostaje rozbudowana, a rządzące nią reguły stają się niezwykle sztywne – religia jest już silnie zrytualizowana.
W braminizmie rozwijana jest także (przede wszystkim w brahmanach) idea brahmana – bytu nieskończonego i niepojętego (sygnalizowana wcześniej jedynie w Atharwawedzie), atmana – duszy jednostkowej oraz tożsamości obu pojęć. Podkreśla się wagę podziału życia jednostki na cztery etapy – aśrama oraz podziału społecznego na sztywno określone warstwy – warny, którym przepisane są z góry obowiązki i pozycja.
Podział na cztery główne warny:
- Bramini – kapłani (filozofowie, uczeni)
- Kszatrijowie – dowódcy wojskowi, politycy, urzędnicy
- Waisjowie – kupcy, rolnicy, rzemieślnicy
- Śudra (Śudrowie) – robotnicy, służba, pracownicy niewykwalifikowani

(W ramach podziału na warny, istnieje wiele dźati (podkast), a także tzw. bezkastowcy żyjący poza kastami; poza społeczeństwem.)
Cztery etapy życia:
- Brahmaczarin (student)
- Gryhastha (gospodarz)
- Wanaprastha (eremita)
- Sannjasin (wędrowny żebrak)

Cztery cele życia osiągane w czterech etapach życia (w hierarchii od najmniej ważnego do najważniejszego):
- Kama – przyjemności fizyczne i zmysłowe. I uczono tego z „Kamasutra” („Traktat o miłowaniu”) Watsjajana Mallanaga
- Artha – dobro materialne, rozwój ekonomiczny. I uczono tego z „Arthasastra” („Traktat o dobrobycie”) Kautiljia
- Dharma – prawość, religia, przestrzeganie praw moralnych, obyczajowych i obowiązków. I uczono tego z „Manusmriti” („Traktat o zacności”)
- Moksza – wyzwolenie – cel najważniejszy

W braminizmie także pojawia się m.in. idea prawa karmana, sansary (niekończącego się kręgu kolejnych wcieleń) oraz mokszy (ostatecznego wyzwolenia).
W braminizmie pojawił się podział na cztery sposoby osiągnięcia mokszy (wyzwolenia):
- Dźńanajoga – ścieżka wiedzy – poznania
- Karmajoga – ścieżka bezinteresownej pracy i działania
- Bhaktijoga – ścieżka miłości i oddania
- Radża joga – ścieżka skupienia – kontemplacji.

Zwątpienie w coraz bardziej wyrafinowane religijno-filozoficznie spekulacje braminizmu (niezrozumiałe dla ogółu), przywiązanie do usztywnionych i niezwykle rozbudowanych reguł rządzących ofiarą oraz bunt wobec dominacji braminów owocuje w VI w. p.n.e. wyłonieniem się nowych ruchów religijnych w Indiach, m.in. buddyzmu i dżinizmu.